# 틱후옌꽝
틱후옌꽝(베트남어: Thích Huyền Quang, 1919년 9월 19일 빈딘 성 ~ 2008년 7월 5일 호찌민 시)은 베트남의 승려이다. 베트남에서 활동이 금지된 불교 단체인 베트남 통일불교회 소속으로 활동했으며 베트남에서 종교의 자유 운동을 전개한 것으로 유명하다.
1977년 팜반동 총리에게 공산주의 체제에 반대하는 서한을 보난 사실이 문제가 되어 구속되었으며 1982년에는 베트남 당국으로부터 가택 연금 조치를 받았다. 2002년에는 체코의 인권상인 호모 호미니상(Homo Homini Award)을 수상했다.